# Acacia insulae-iacobi
Acacia insulae-iacobi é uma espécie de leguminosa do gênero Acacia, pertencente à família Fabaceae.